# Défice cognitivo ligeiro
Défice cognitivo ligeiro ou Declínio cognitivo leve (DCL) é uma transtorno da função cerebral que envolve a presença e evolução de comprometimentos cognitivos para além dos que são esperados com base na idade e educação do indivíduo, mas que não são suficientemente significativos para impedir as atividades instrumentais do quotidiano como lavar, limpar e cozinhar. É considerado uma fase transitória entre o processo normal de envelhecimento e a demência.
A incidência cumulativa é de 14,9% entre os maiores de 65 anos. A prevalência aumenta com a idade: 6,7% entre os 60 a 64 anos; 8,4% entre os 65 a 69 anos, 10,1% entre os 70 a 74 anos, 14,8% entre os 75 a 79 anos e 25,2% entre os 80 a 84 anos.

## Tipos
Embora o défice cognitivo ligeiro se possa manifestar através de diversos sintomas, quando o sintoma predominante é a perda de memória denomina-se "défice cognitivo ligeiro amnésico", ou DCL amnésico, e é geralmente considerado um estágio pródromo da doença de Alzheimer. Vários estudos sugerem que os indivíduos neste estado tendem a progredir para um diagnóstico de Alzheimer a uma taxa de aproximadamente 10 a 15% ao ano.
Quando os indivíduos apresentem défices noutros domínios que não a memória é classificado como DCL não-amnésico, sendo mais provável que evolua para outras demências.

## Causas
De acordo com alguns especialistas, o Declínio cognitivo leve (DCL) pode ser causado devido a degenerações no cérebro dos estágios iniciais da doença de Alzheimer ou outras formas de demência causados pelos corpos de Lewy, placas amilóides ou sequela de uma isquemia cerebral.  Os fatores de risco de DCL são os mesmos de demência: idade avançada, predisposição genética (gene APOE-e4) a demência e síndrome metabólico. Indivíduos com DCL apresentam maior estresse oxidativo em seu DNA cerebral nuclear e mitocondrial principalmente no lobo frontal e temporal.

## Sinais e sintomas
O declínio cognitivo podem ir além do esperado para a idade com qualquer desses sintomas:
- Você esquece cada vez mais objetos.
- Você se esquece de eventos importantes, como compromissos ou compromissos sociais.
- Você perde sua linha de raciocínio, das conversas, livros ou filmes.
- Você sente cada vez mais dificuldade para tomar decisões, planejar eventos, realizar tarefas ou entender instruções.
- Você começa a ter dificuldade em encontrar seu caminho em ambientes familiares.
- Você se torna mais impulsivo, agressivo, irritável e faz julgamentos cada vez rígidos.
- Você se sente deprimido e sem vontade de fazer nada.
- Você se sente mais ansioso e com medo de sair de casa.
- Sua família e seus amigos notam qualquer uma dessas mudanças.

## Diagnóstico
É feito com testes psicológicos e neurológicos para descartar demência e depressão como o Mini exame do estado mental(MEEM) e o ACE3. A pontuação é menor que a esperada para a idade, mas não é grave o suficiente para diagnosticar alguma demência. Os testes sanguíneos devem excluir desnutrição, hipotiroidismo ou encefalite. Um exame de imagens do cérebro pode descartar isquemia, hemorragia, hidrocefalia ou tumor cerebral. É possível ver a atrofia temporal característica do DCL com uma Ressonância Magnética.

## Prevenção
As mesmas medidas que previnem problemas cardíacos e vasculares:
- Exercício físico regular
- Dieta baixa em calorias e rica em frutas e vegetais também pode ajudar a proteger a saúde cognitiva
- Ácidos graxos ômega-3.
- Não fumar e evitar bebidas alcoólicas.
- Estimulação intelectual pode prevenir o declínio cognitivo. Estudos mostraram que o uso de computadores, jogos, leitura de livros e outras atividades intelectuais podem ajudar a preservar a função e prevenir o declínio cognitivo.
- Envolvimento social pode tornar a vida mais satisfatória e ajudar a preservar a função mental.
- Treinamento de memória e outras atividades cognitivas podem ajudar a melhorar sua função.

## Tratamento
Até 2018 não há remédio aprovado pela FDA para tratamento do DCL. Alguns médicos usam os remédios que reduzem o avanço do Alzheimer, inibidores da colinesterase como donepezil e galantamina, porém os benefícios duraram apenas 12 meses e os possíveis efeitos colaterais (náusea, diarreia e tontura) podem não compensar. O donepezil foi útil apenas em quem tem predisposição genética a Alzheimer.
Diversos antioxidantes como vitamina E e ginkgo foram testados, mas nenhuma medicina alternativa provou ser eficaz em prevenir declínio cognitivo. As vitaminas do complexo B (B6, B9 e B12) também foram testadas com resultados moderados.